# 萨克森
萨克森自由州（德語：Freistaat Sachsen，發音：[ˈfʁaɪʃtaːt ˈzaksn̩]，發音：[ˈswɔbɔdnɨ ˈstat ˈsakska]），通称萨克森州，是德意志联邦共和国的一个联邦州，位于德国东部。是于1990年兩德統一后新成立的。从1919年到1933年在该领域上曾经有过一个名为“自由州”的魏玛共和国的联邦州（Freistaat，是德语中共和国的一个旧称）。其北部是勃兰登堡州，西北是萨克森-安哈尔特州，西部是图林根州和巴伐利亚州。南方有捷克共和国，东方是波兰。首府为德累斯顿。目前州长為米夏埃尔·克雷奇默。

## 地理
萨克森自由州位于德国的东部，与巴伐利亚州（41千米边境）、图林根州（274千米边境）、萨克森-安哈尔特州（206千米边境）、勃兰登堡州（242千米边境）、波兰（123千米边境）、捷克共和国（454千米边境）接壤。
从地形上来看萨克森自由州可以分平原、丘陵和中德山脉三个部分。平原包括莱比锡周围的地区以及上卢萨蒂亚的北部。这两个平原都是更新世冰川以及河流的沉淀形成的。它们的一个特点是地下的褐煤矿藏。平原以南的丘陵地区的特点是黄土沉淀以及高质量的土壤。它是由终碛形成的。
萨克森州的中部山脉从西向东没有明确的分界。在西南部，沃格兰延伸到巴伐利亚、图林根和波西米亚，厄尔士山盆地为其北界，埃尔斯特山脉位于它的东南。向东则是厄尔士山脉的断层，它分东厄爾士山脈及西厄爾士山脈（偶尔有人把厄尔士山脉分东中西三支）。从西向东山的高度降低，因此萨克森州的最高点菲希特尔山（1215米）也位于厄尔士山脉的西支。州境以南地势向埃格尔谷骤降。沿厄尔士山脉山脊的南部是厄尔士山脉国家公园。在厄尔士山脉以东，易北河形成了易北河砂岩山脈。在易北河谷的东北，卢萨蒂亚断层形成厄尔士山脉与卢萨蒂亚高地之间明显的边界，卢萨蒂亚高地在萨克森州东南端逐渐进入卢萨蒂亚山脉，並延伸至捷克。
萨克森州的地理也可以按照水文学的观点来区分。州内最大和最重要，也是唯一一条可以行船的河流是易北河。它从东南向西北穿过萨克森州。其它重要的在萨克森州发源的河流有穆尔德河、魏瑟里茨河、乔保河、魏瑟埃尔斯特河和施普雷河，这些河的流向是向北，属于易北河水系。萨克森州的东部边境由注入奥得河的尼萨河组成。

## 历史
今天的萨克森是指卢萨蒂亚南部、厄尔士山脉和易北河中游上部的地方。它与撒克遜人原住的地方北德地区并不一致。有的时候为了把它与今天的下萨克森区分开来它也被称为“上萨克森”。从1247年到1485年萨克森的历史与图林根的部分历史融合在一起。
早在新石器時代， 今天萨克森州已經是一個文化交流頻繁的地區. 考古发现在前5500年左右的时候线纹陶文化的人在这里定居。他们主要居住在山麓易北河、穆尔德河和施普雷河畔。

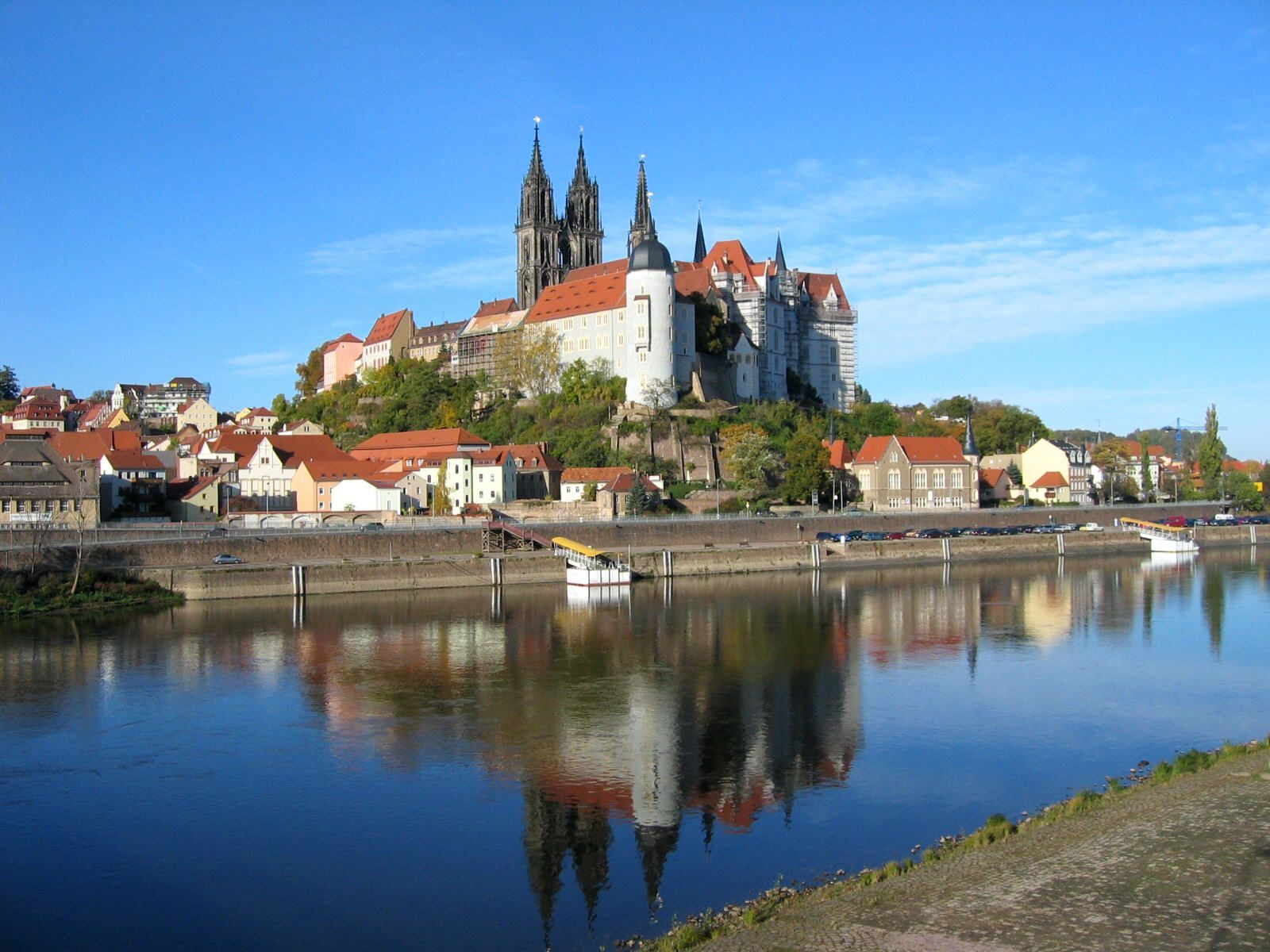
阿爾布萊希特城堡

后来日耳曼人沿易北河向西进入这个地区。到6世纪以内图林根人在这里的势力很大。此后他们的势力被法蘭克人和撒克逊人取代。至10世纪，今天萨克森州东部的地区仍主要由西斯拉夫索布人居住。
929年在迈森建造迈森侯爵领地的城堡奠定了今天萨克森州的基础。萨克森人向东入侵殖民驅逐原有的斯拉夫人。在厄尔士山脉里由于采矿形成了一些城市。今天萨克森州内的大部分地名是斯拉夫语来源。1089年韦廷王朝接管迈森侯爵领地。
从1423年开始韦廷王朝扩大其领地。除东萨克森和图林根外又加入了萨克森-维腾贝格。与此同时萨克森获得了选帝侯的资格。因此从此后韦廷王朝的领地被称为萨克森选帝侯领地，取代了迈森侯爵的称呼。1485年莱比锡分裂后萨克森和图林根分道扬镳。德累斯顿成为萨克森首都。在施马尔卡尔登战争中韦廷王朝中拥有选帝侯权利的恩斯特系加入施马尔卡尔登联盟战败，因此1547年选帝侯权利落入同一王朝中阿尔布雷希特系手中，虽然这两个系都是路德派的。
在三十年战争中萨克森站在神圣罗马帝国皇帝的一边进攻波希米亚。受皇帝命萨克森占领了卢萨蒂亚，并把它抵押作为战争费用的补偿。此后萨克森中立，最后当它觉得它的中立因为皇帝军劫掠卢萨蒂亚被侵犯后倒向新教一派。在布賴滕費爾德戰役中萨克森军和瑞典军队一起首次击败皇帝军。1635年在一个特殊和约中萨克森终于获得了对卢萨蒂亚的统治，它的中立获得保证。并允许保障卢萨蒂亚现有的宗教信仰情况。
1656年约翰·格奥尔格一世的遗嘱中决定把萨克森分给他的三个儿子。战后萨克森是德意志各领国中比较强的，也最快就从战争带来的破坏中恢复过来。萨克森继续效忠皇帝，比如在维也纳之战中派兵击败了土耳其。
腓特烈·奥古斯特一世统治时期萨克森尽量扩张它在神圣罗马帝国内的势力。弗里德里希·奥古斯特二世时萨克森达到了政治和文化的顶峰。他们两人均兼任波兰国王和萨克森选帝侯。在大北方戰爭中俄罗斯与萨克森-波兰联盟对抗瑞典。但是在这场战争中萨克森并没有捞到好处，而没有介入的普鲁士则渔翁得利了。
在七年战争中普鲁士一开始几乎不战就占领了萨克森。后来萨克森与奥地利、俄罗斯和法国结盟对抗普鲁士和英国。1759年萨克森的同盟国又解放了萨克森。1760年普鲁士围攻德累斯顿不果，但是在市内造成巨大的破坏。这场战争的结果是本来连接萨克森和波兰的西里西亚被普鲁士占据。萨克森逐渐从战争的破坏中恢复过来。

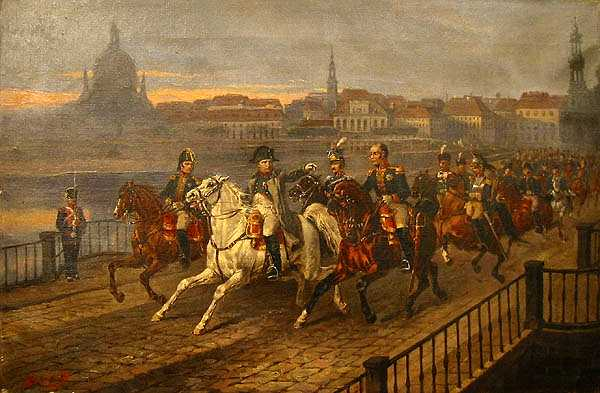
拿破仑·波拿巴在德勒斯登戰役中跨越易北河

据皮尔尼茨宣言萨克森站在普鲁士一边反对法国革命。1806年拿破仑深入德国，萨克森军队和普鲁士军队一起抵抗法军。但是在耶拿會戰中被毁灭性地击败。萨克森迅速加入萊茵邦聯后于1806年被提升为萨克森王国。1813年由普鲁士领导的解放战争主要是在萨克森的土地上进行的。10月在莱比锡战役中萨克森还站在法国一边，因此在维也纳会议上普鲁士要求解散萨克森，吞并其领土。通过奥地利的保护和法国的要求这个条件没有达成。萨克森虽然保持了其王国地位，但是被迫把北部的几乎一半领土让给普鲁士。
1848年革命中萨克森国王被迫逃离首都外的要塞，通过普鲁士军队对革命的镇压后才得以返回。
在1866年的普奥战争中萨克森站在奧地利帝國的一边。战争后它加入北德意志邦聯并参加1870年至1871年的普法战争。从1871年开始萨克森王国是由普鲁士领导的小德意志民族国家德意志帝国的成员。
萨克森的军队最后一次作为独立的军队参加了第一次世界大战。1918年秋国王退位后萨克森成为采纳了魏玛宪法的德意志帝国的一个自由州。在1934年至1945年以及在1952年到1990年之间萨克森丧失了其主权，实际上不作为州存在。从1990年开始萨克森是德意志联邦共和国的一个联邦州。

## 政治

### 州历史
1918年萨克森王国解体，国王退位后这里成立了第一个萨克森自由州。1934年1月30日根据《重建帝国法》在纳粹同一化过程中萨克森在第三帝国里丧失了其主权。州议会被解散，州政府服从帝国政府。此后不久发布的一条法律规定德国公民不再是各州的公民，公民权直接来自于帝国。
1945年在萨克森州作为德国苏占区的一部分被重建。其疆域包括过去的萨克森州一样（但是不包括尼萨河以东的地方）和原普鲁士西里西亚省尼萨河以西的地方。它成为1949年10月7日成立的德意志民主共和国五个州之一。1952年德意志民主共和國进行中央集中行政管理改革，州被取消，国内分地区，地区分县。萨克森州将其管理和司法权交给莱比锡地区、德累斯顿地区和开姆尼茨地区（后改名为卡尔·马克思地区）。
1990年7月22日根据《德意志民主共和国设立州宪法法》萨克森州重建。本来这个法律应该于1990年10月14日生效，但是1990年9月13日的修正案把其生效日提前到了1990年10月3日。
德意志民主共和国加入德意志联邦共和国基本法范围内后萨克森州成为萨克森自由州，是德意志联邦共和国16个州之一。1992年这个第二自由州的宪法生效，定义自己为一个议会制共和国。它是萨克森民主州，拥有自己的宪法权和分立的国家权力。作为德国的联邦州它拥有国家主权，是国际法法人。1990年11月9日萨克森自由州首次参加德国联邦参议院会议，从此可以通过这个代表团参加联邦的立法和行政。
現今萨克森自由州的边界部分是通过公民公投决定的，它是对从1815年至1952年萨克森历史边界和此后在原德意志民主共和国地区边界的一种妥协；比如現今阿尔滕堡重新属于图林根，同時莱比锡附近属于萨克森的地方比过去多。

### 政府

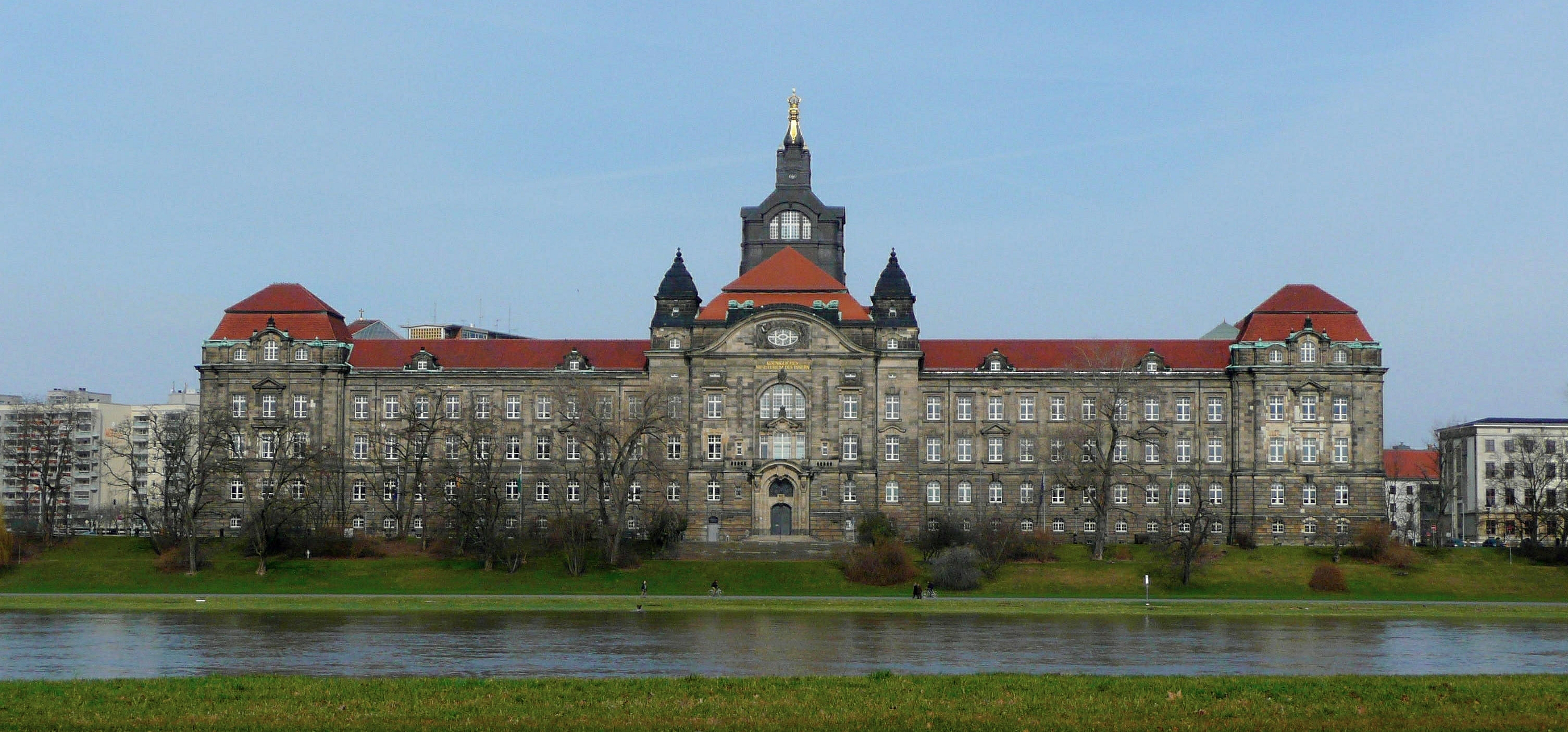
州政府驻地

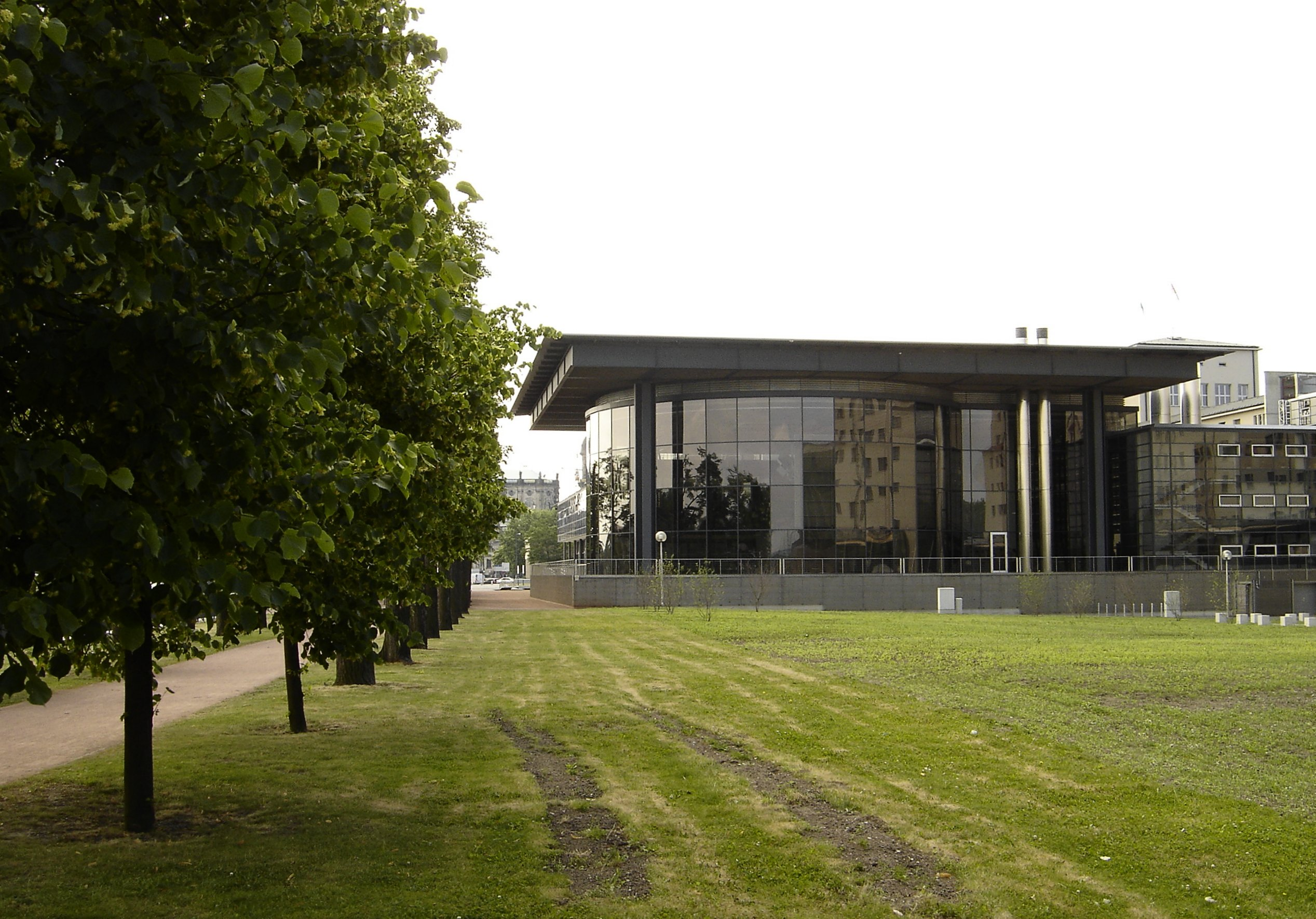
州议会大会场

萨克森州州政府的领导人是州长，州长由州议会选出，政府驻地位于德累斯顿内市的萨克森州政府大厦。
从两德合并以来德国基督教民主联盟是萨克森最强的党派，其成员任州长。从1990年道2002年4月库尔特·比登科普夫任州长，基民联在议会中占绝对多数。2002年选举后乔治·米尔布拉特与德国社会民主党联盟组阁。2008年米尔布拉特辞职后斯塔尼斯拉夫·提里希任州长。到2009年选举他与社民党联合，从2009年9月开始他与德国自由民主党联盟。

### 立法
萨克森自由州的立法机关是萨克森议会。目前它有132名议员。其中基督教民主联盟58名、左派党29名、社民党14名、自民党14名、绿党9名、德國國家民主黨8名。

### 司法

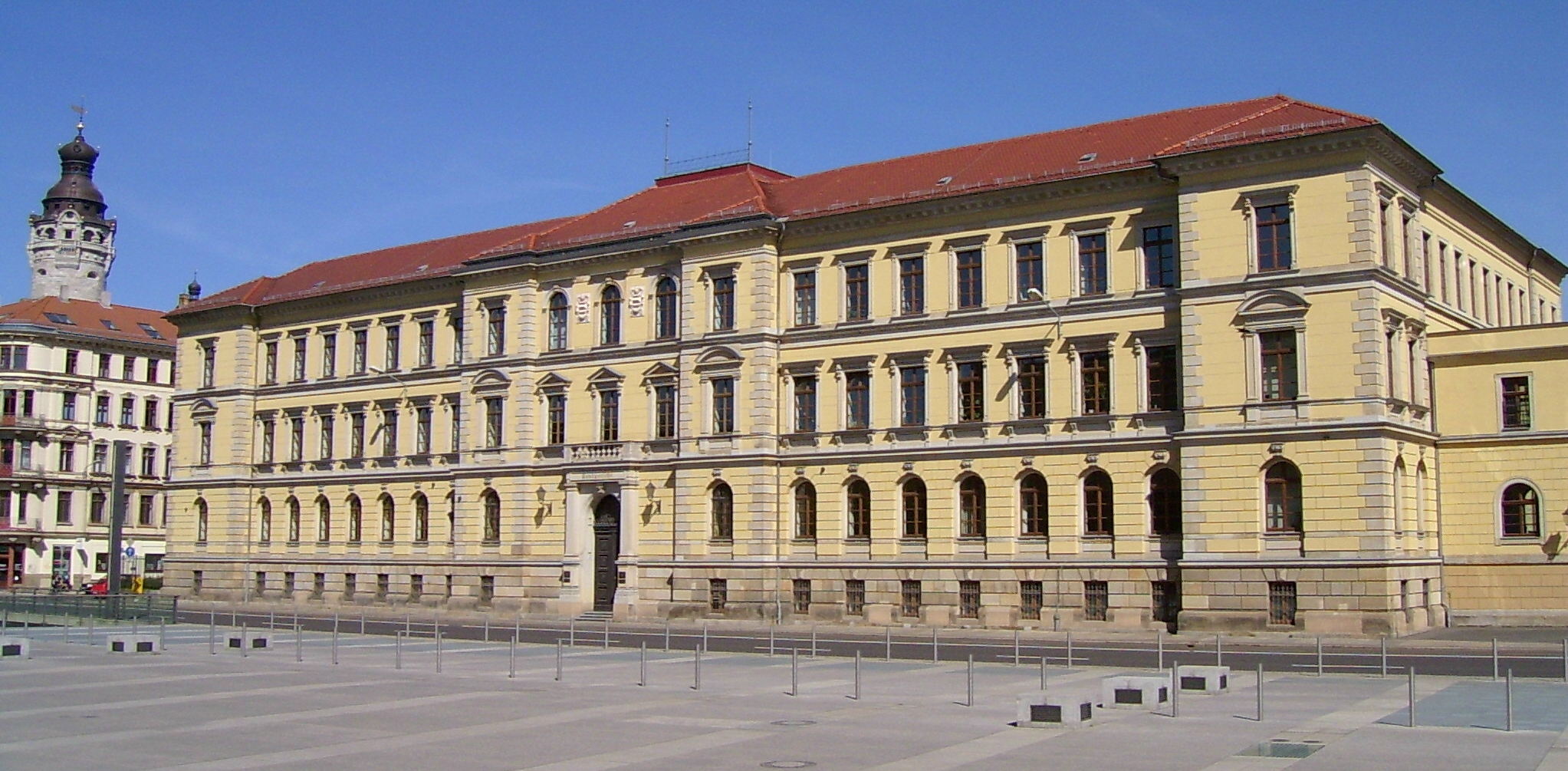
莱比锡州法院和宪法法院

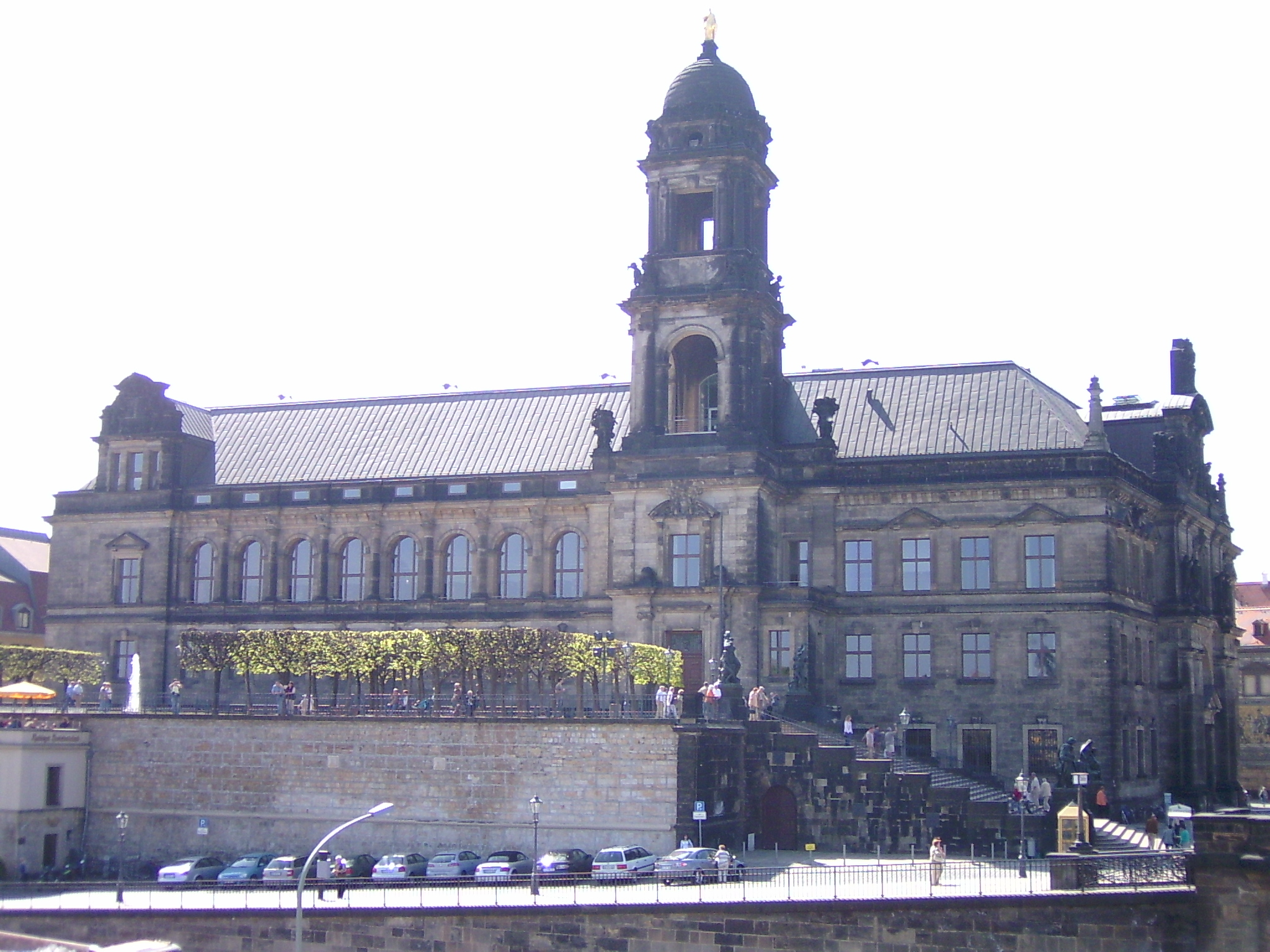
德累斯顿州上诉法院

萨克森自由州的宪法法庭位于莱比锡。它与州政府和州议会一起组成州的最高机关。
州内的其它法院都附属于萨克森州司法部。但是司法本身只按照法律进行，是独立的。
德累斯顿州上诉法院是萨克森自由州的最高普通法院，它下属六个上诉法院。
除此之外在萨克森还有专门法庭，州一级的有位于包岑的上级行政法庭、位于开姆尼茨的州级社会法庭和劳动法庭、位于莱比锡的财政法庭。
总检察院位于德累斯顿，在所有上诉法院有下属于总检察院的检察院。萨克森有十所监狱。司法部下属的州司法考试署是对毕业的法学学生进行考试的部门。
萨克森境内也有下属于联邦司法部的联邦司法机构，其中包括在莱比锡的联邦行政法庭和联邦法庭的第五刑事法庭以及联邦检察院的一部分。

### 选举
基民盟获得了32.1％的选民支持；德國另類選擇黨得到了27.5％的选票；左翼黨获得了10.4％；綠黨和社民黨則取得8.6％和7.7％的选票。

## 行政区划

### 地区
2008年萨克森州进行了行政区划调整，新的行政区划自当年8月1日起实行。目前全州分为10个县和3个非县辖城市。

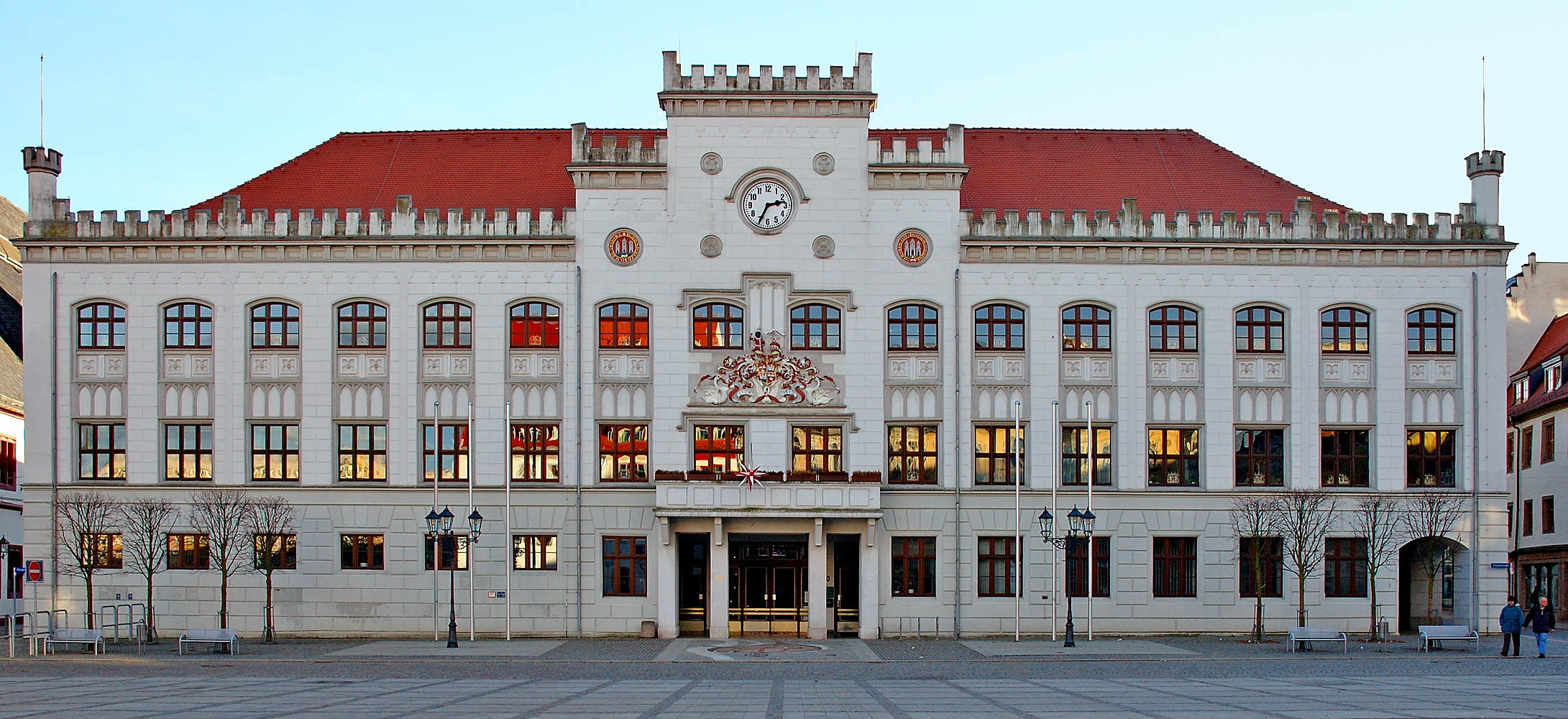
萨克森州茨維考社區會堂

非县辖城市：
- 德累斯顿 (DD)
- 莱比锡 (L)
- 开姆尼茨 (C)

县：
- 包岑县(BZ)
- 厄尔士山县 (ERZ)
- 格尔利茨县 (GR)
- 莱比锡县 (L)
- 迈森县 (MEI)
- 中萨克森县 (FG)
- 北萨克森县 (TDO)
- 萨克森施韦茨-东厄尔士山县 (PIR)
- 福格特兰县 (V)
- 茨维考县 (Z)

| 调整后                    | 调整前                                                    | 2006年12月31日人口 | 2020年预计人口 | 面积（平方公里） |
| ------------------------- | --------------------------------------------------------- | ------------------ | -------------- | ---------------- |
| 包岑县                    | 包岑县、卡门茨县、霍耶斯韦达                              | 338.056            | 282.800        | 2.391            |
| 厄尔士山县                | 施托尔贝格县、安娜贝格县、奥厄-施瓦岑贝格县、中厄爾士山縣 | 387.918            | 326.500        | 1.828            |
| 莱比锡县                  | 莱比锡地区县、穆尔德河谷县                                | 277.113            | 233.500        | 1.646            |
| 迈森县                    | 里萨-格罗森海恩县、迈森县                                 | 261.695            | 219.400        | 1.452            |
| 中萨克森县                | 弗赖贝格县、米特韦达县、德伯尔恩县                        | 344.457            | 297.500        | 2.111            |
| 格尔利茨县                | 下西里西亚上劳西茨县、勒包-齐陶县、格尔利茨               | 292.843            | 241.400        | 2.106            |
| 北萨克森县                | 代利奇县、托尔高-奥沙茨县                                 | 216.904            | 184.100        | 2.020            |
| 萨克森施韦茨-东厄尔士山县 | 魏瑟里茨县、萨克森施韦茨县                                | 259.725            | 217.200        | 1.654            |
| 福格特兰县                | 福格特兰县、普劳恩                                        | 256.998            | 224.100        | 1.412            |
| 茨维考县                  | 开姆尼茨地区县、茨维考地区县、茨维考                      | 356.992            | 299.000        | 949              |

### 行政改革
1994年和1996年萨克森州首次进行行政区划改革，当时州内设定22个县和七个直辖市。2008年8月1日在此进行改革，把县的数目通过合并减少到十个，直辖市的数目减少到三个。

### 市和镇
萨克森自由州由485个政治上独立的市和镇组成，其中包括178个城市和307个不是城市的镇。城市中有三个是直辖市，50个拥有“大县城”的地位。一些镇把它们的行政机构合并起来共用。比如有223个镇联合起来组成了90个行政同盟，有27个镇组成了八个行政联盟。
最大的城市是德累斯顿、莱比锡和开姆尼茨。人口第四多的城市是茨维考，2003年末其人口数已经下降到不到十万人了。从1990年两德合并以来萨克森自由州的人口由于迁出和死亡人数大于出生人数而不断下降。从1990年至今其居民人数减少了约60万人。莱比锡和德累斯顿以及其邻近城市的人口数目在近年来有所增高。德累斯顿甚至是德国人口增高最大的城市之一。2010年上半年德累斯顿的人口数量甚至超过了莱比锡。

## 居民

### 人口发展
在最近的数十年里萨克森的人口数目不断降低。农村、许多中等城市和一些大城市人口不断迁出，只有德累斯顿和莱比锡的人口数目在最近升高。从2000年至今德累斯顿的人口增加2.9万多，莱比锡增加1.7万多。預計这两座城市的人口至少到2020年还会继续提高。
从1905年至今的人口发展：
| 年     | 人        |
| ------ | --------- |
| 1905年 | 4,508,601 |
| 1946年 | 5,558,566 |
| 1950年 | 5,682,802 |
| 1964年 | 5,463,571 |
| 1970年 | 5,419,187 |
| 1981年 | 5,152,857 |
| 1990年 | 4,775,914 |
| 1995年 | 4,566,603 |
| 2000年 | 4,425,581 |

| 年     | 人        |
| ------ | --------- |
| 2001年 | 4,384,192 |
| 2002年 | 4,349,059 |
| 2003年 | 4,321,437 |
| 2004年 | 4,296,284 |
| 2005年 | 4,273,754 |
| 2006年 | 4,249,774 |
| 2007年 | 4,220,200 |
| 2008年 | 4,192,801 |
| 2009年 | 4,168,732 |

2008年在萨克森每名女子平均有1.451个孩子，是德国所有州中最高的。其中厄尔士山县是萨克森最高的，平均为1.537个孩子，而莱比锡则是最低的，平均只有1.371个孩子。德累斯顿为平均1.479个孩子，是德国人口超过50万的城市中第一名。

### 卫生
萨克森共有79个医院，约2.63万个病床，医院共有约4.5万职工，因此是萨克森最重要的雇主之一。每年约有94.5万病人临床治疗。其中德累斯顿和莱比锡的大学附属医院是全能医院，州内有十个市立医院是重点医院。
开姆尼茨医院共有1775个病床，是萨克森州最大的医院，它共有三个医院，因此也是德国东部最大的市立医院。此外它还是施内贝尔格医院的拥有者之一。
除此之外在萨克森境内还有17个特殊医院：两个私营心脏中心，它们同时也被作为大学实习医院使用，11个心理和神经医院，胸腔、过敏、呼吸、胸部和管道外科医院各一，此外还有三个整形中心。
一些医院是获得证明的癌症中心，其中德累斯顿大学附属医院获得联邦教育部的资助。萨克森共有20个乳癌、八个肠癌、三个皮肤癌和四个前列腺癌中心。此外州内有13个中风中心。
在原东德南部的三个州里住院率差别很大。图林根和萨克森-安哈尔特人均住院率比整个德国的平均高12%，萨克森几乎正好与德国平均相应（+0.2%）。除医院外萨克森还有预防和恢复设施，共9000个床位、1030个养老院和护理院、以及给智力缺陷的人的护理院和社会医疗院，共约5.8万个位子。莱比锡临床恢复和体育医学医院是德国最大的临床恢复设施。大多数恢复医院位于捷克边境附近。
在萨克森州平均每4200个居民有一个药店，这与德国平均一样高。萨克森的医生数目比较少，平均每十万个居民有350名医生，德国平均为370名，但是牙医的数量比较高，平均每十万居民有90名牙医，德国平均为80。州政府试图通过资助和奖赏的方法来提高医生数目。州内医生中有1100余名来自外国。
2007年萨克森在卫生方面的支出提高3.7%，其数额为人均3.328欧元，比德国平均低2%，2006年时还低8%。其中支出最高的是公费医疗保险，占所有支出的三分之二，达91亿欧元。在萨克森约90%的居民是公费医疗保险的，德国平均为85%。2009年萨克森的卫生支出相当于总生产值的15%。

### 语言
萨克森自由州的居民主要说东中德方言。其主要代表是属于图林根-东萨克森方言组的迈森方言和奥斯特兰方言以及卢萨蒂亚方言。前两者以及邻近的图林根和萨克森-安哈尔特南部的方言一般也被简称为萨克森方言。这些方言的一个共同特征是輔音弱化。但是对于马丁·路德来说迈森萨克森选帝侯宫廷使用的书面语言成为新标准德语的基础。
在卢萨蒂亚有多种上索布语方言以及上索布语和下索布语之间的过渡方言被使用。这两种索布语均属于西斯拉夫语支。在萨克森估计共有1.5至两万这些语言的使用者。
萨克森还有约70万说沃格兰方言和厄尔茨山脉方言的人。这两个方言与东法兰克方言和北巴伐利亚方言有亲缘关系，但是是独立的方言。
估计在新标准德语形成的同时由于当地的人口密度比较高，在城市里同时形成了一种地区性的土语，这个土语被称为萨克森方言。这个方言的边界很模糊，它也包括了萨克森-安哈尔特、图林根和博兰登堡的部分地区。

### 宗教
萨克森州绝大多数居民没有宗教信仰。在大多数镇上以新教为主，并管理当地的教堂。在大多数大城市里也有天主教。舊天主教會仅在少数民族地方有。除此之外还有众多自由教会和其它基督教社群、犹太教和伊斯兰教少数社群以及其它宗教社群。
大多数新教教会属于萨克森州信義宗，其它属于西里西亚上卢萨蒂亚自由新教教会以及萨克森新教教省。
|                        | 信徒数（2009年12月31日） | 占人口比例 |
| 罗马天主教             | 148,976                  | 3.6 %      |
| 新教                   | 855,430                  | 20.5 %     |
| 其它宗教以及无宗教人士 | 3,164,326                | 75.9 %     |

## 经济
第二次世界大战后苏联驻德国军政府从1946年开始把许多工业部门转换为国有企业。至1990年6月17日将国有企业私有化法生效之前在德意志民主共和国萨克森有自己的经济发展。
两德合并后萨克森的经济经历了巨大的结构变化。大多数非常落后的工业企业被关闭。褐煤的开采和发电被停止或者通过新电厂取代。许多过去的露天矿今天正在被重新绿化。
今天萨克森是德国东部经济最领先的州，虽然失业率高的问题依然没有被很好地解决。2010年4月萨克森共由27.2万人失业，失业率为12.6%。
在一些工业部门萨克森的发展率达百分之八至十，是德国最高的，一些重要的富有指数已经和西部的州一样。比如20至35岁的人的收入与德国平均一样高，但是40岁以上的人的收入依然低于德国平均。总的来说萨克森的结构变化还没有完成。按照欧洲联盟国内生产总值计算的萨克森购买力标准为85.9（2004年）。
2009年萨克森的国内生产总值为929亿欧元。

### 都市地区和基础结构

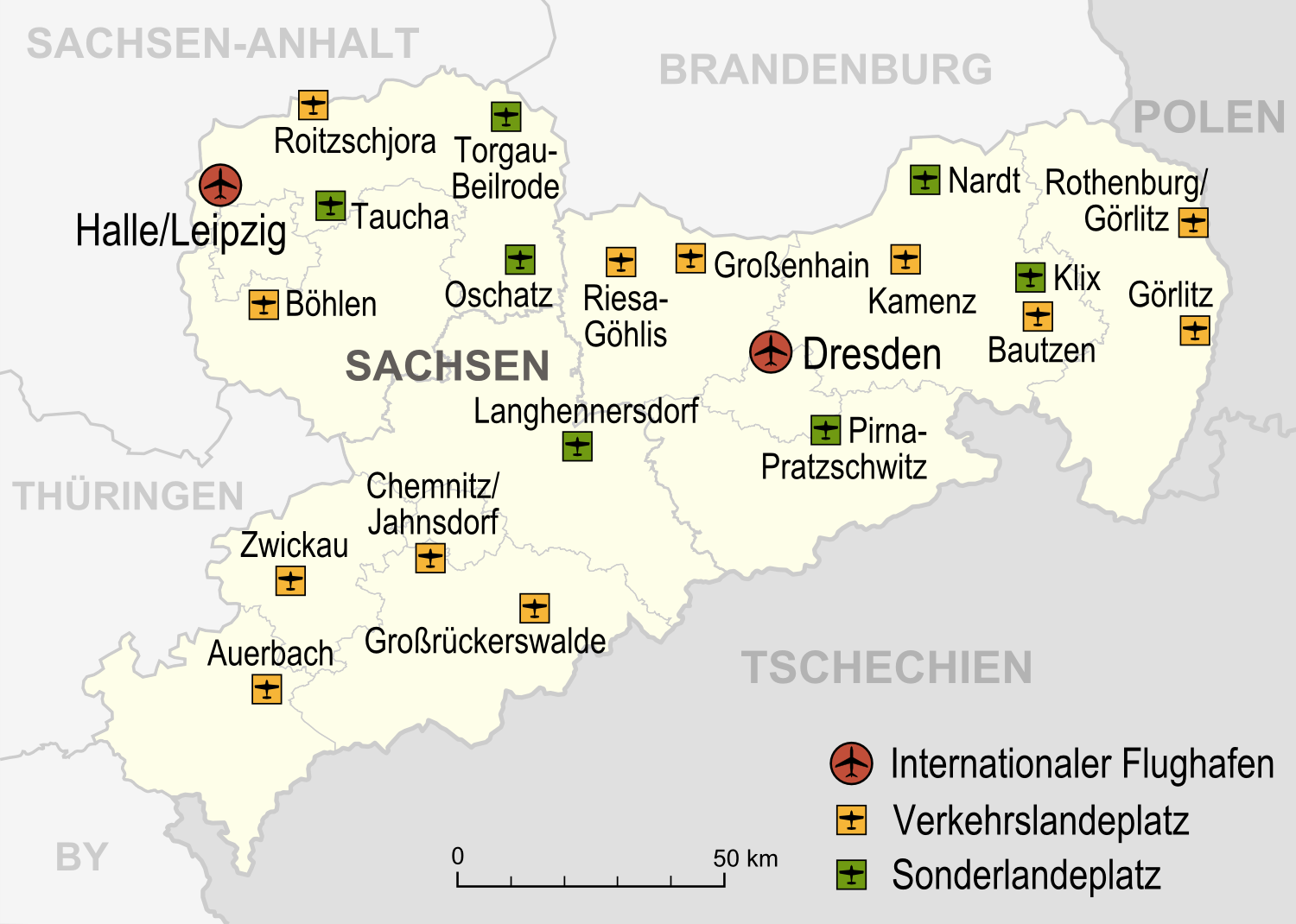
萨克森的机场

莱比锡-哈雷和开姆尼茨-茨维考是萨克森州的两个主要经济动力都市地区。德累斯顿都市地区是萨克森州内国内生产总值最高的都市地区。和英飞凌迁移到德雷斯顿使得这个地方在微电子方面拥有巨大的地位。这三个都市地区组成萨克森三角区的三个顶点。
在南卢希蒂亚、沃格兰和厄尔士山脉有人口比较密集的农村地区，而萨克森的北部则比较人烟稀少。
德国联邦高速公路4号从东向西横贯萨克森州。这条高速公路最重要的段落是1930年代修建的，1990年后被现代化，同时它被从包岑延长到格尔利茨，把欧洲高速公路网中的一个漏洞补全了。正在建造的重要的高速公路工程包括德国联邦高速公路72号连接开姆尼茨和莱比锡的段落，已经完成的有德国联邦高速公路17号连接德累斯顿和布拉格，以及德国联邦高速公路38号环绕莱比锡的段落。
在20世纪上半叶萨克森拥有欧洲最密集的铁路网。在19世纪20世纪交替之界萨克森几乎没有任何地方离一个火车站有15千米以上的。当时萨克森有一种特殊的窄距铁路网络，今天还有七列这样的铁路线作为旅游热点线路使用，其它的都被关闭了。
目前莱比锡到德累斯顿、德累斯顿到开姆尼茨以及莱比锡到埃尔福特的段落正在改建为快速铁路。另一个大项目是莱比锡市内的隧道，这个项目的目的在于减轻欧洲最大的终端火车站的压力。
虽然萨克森的铁路网密集，人口众多，但是它是东德的五个州里远程火车站数量最少的，只有德累斯顿和莱比锡共有四个。开姆尼茨-茨维考是德国铁路交通最不方便的都市地区。
萨克森是从德国去往捷克共和国的重要途径，而去往波兰的主要途径通过勃兰登堡，而不是通过萨克森。

### 旅游
尤其厄尔士山脉、沃格兰、萨克森瑞士等地是萨克森旅游业发达的地区。除此之外德累斯顿和莱比锡也有很多游客。除休养和体育外德累斯顿、莱比锡、迈森等地的建筑和文化以及当地的手工艺品是重要的吸引游客的地方。2005年共有1490万人在此过夜，2006年提高到1590万人（增高6.7%）。
由于其众多文化和历史名胜2007年末萨克森成为德国文化度假目标数量最高的州，超过了巴伐利亚。
2007年10月一个研究说从2004年开始大约有9%本来打算在萨克森度假的人因为当地的极右分子暴力、反外国人暴力和极右党派当选而决定不去萨克森度假。

## 节假日
除在德国全国规定的节假日新年元旦、耶穌受難節、复活节、劳动节、耶穌升天節、五旬節、德国统一日和圣诞节外在萨克森宗教改革日和忏悔节也是法定节日。在包岑的一些镇和区里基督圣体节也是法定节日。

### 脚注
1. ↑    (XLS). Statistisches Landesamt des Freistaates Sachsen. 2024 （德语）.
2. ↑   Richard J. Evans. . 由胡利平翻译. 北京: 中信出版社. 2018年12月: 270. ISBN 978-7-5086-9650-8 （中文（简体））.
3. ↑  萨克森司法部：机关组织 的存檔，存档日期2011-07-19.
4. ↑  萨克森州宪法：第77条第2款 的存檔，存档日期2011-06-17.
5. ↑  萨克森医院组织 （页面存档备份，存于）（2011年6月20日）
6. ↑  开姆尼茨医院 （页面存档备份，存于）。（2011年6月18日）
7. ↑  萨克森医院登录（2011年6月12日）[永久]
8. ↑  德国联邦科学教育部 的存檔，存档日期2011-11-13.
9. ↑  癌症协会 的存檔，存档日期2011-09-19.（2011年6月12日）
10. ↑  癌症协会 的存檔，存档日期2011-09-21.（2011年6月12日）
11. ↑  癌症协会 （页面存档备份，存于）（2011年6月12日）
12. ↑  癌症协会 的存檔，存档日期2011-09-21.（2011年6月12日）
13. ↑  德国中风协会 （页面存档备份，存于）（2011年6月12日）
14. ↑   （页面存档备份，存于）。2011年医院评比报告 ISBN 978-3-86788-299-6
15. ↑  萨克森护理院报告 的存檔，存档日期2013-04-11.（2007年）
16. ↑  医生通告（2006年12月15日）
17. ↑  医院官方网站 （页面存档备份，存于）（2011年6月10日）
18. ↑  www.Sachsenkur.de （页面存档备份，存于）（2011年6月18日）
19. ↑  萨克森州统计局 （页面存档备份，存于）（2011年6月8日）
20. ↑  联邦统计局 的存檔，存档日期2009-07-11.（2006年）
21. ↑  萨克森州医生会新闻公报 的存檔，存档日期2011-09-22.（2011年2月4日）
22. ↑  萨克森州统计局 （页面存档备份，存于）（2010年）
23. ↑  .   [2020-11-18]. （原始内容存档于2020-08-08）.
24. ↑  萨克森州统计局（2011年6月21日）
25. ↑  Gunter Bergmann，《Kleines sächsisches Wörterbuch》，C.H. Beck出版社, 慕尼黑，1986年 ISBN 3-406-31407-4
26. ↑  萨克森州统计局 （页面存档备份，存于）（2010年12月14日）
27. ↑  1946年至1990年萨克森经济，开姆尼茨州立档案馆 的存檔，存档日期2011-07-19.
28. ↑  萨克森州统计局 （页面存档备份，存于）（2010年6月10日）
29. ↑  2006年欧洲统计新闻公报： (PDF).   [2012-11-17]. （原始内容 (PDF)存档于2009-03-26）.
30. ↑  萨克森州统计局 （页面存档备份，存于）（2010年6月10日）
31. ↑  开姆尼茨工业大学：德国铁路如何忽略了一整个地区 （页面存档备份，存于）
32. ↑  .   [2011-07-01]. （原始内容存档于2009-01-06）.
33. ↑  萨克森跻身德国文化旅游顶端
34. ↑  极右主义驱赶旅游者 （页面存档备份，存于）（2007年11月11日）
35. ↑  萨克森自由州周日和节日法修改 的存檔，存档日期2012-01-17.

### 书籍
- ：（萨克森史）Edition Leipzig，第四版，莱比锡，2007年
- ：（萨克森文化史）Edition Leipzig，莱比锡，2008年
- 萨克森文献 （页面存档备份，存于）